# Tom Kelleher
Thomas R. „Tom“ Kelleher (* 31. August 1925 in Philadelphia, Pennsylvania; † 30. März 2011 in Miami, Florida) war ein US-amerikanischer Schiedsrichter im American Football, der von der Saison 1960 bis 1987 in der NFL tätig war. Er trug die Uniform mit der Nummer 25, außer in den Spielzeiten zwischen 1979 und 1981, in denen er die Nummer 7 zugewiesen bekam.

## Karriere
Kelleher war während seiner gesamten NFL-Laufbahn als Back Judge tätig. Nach der Fusion der AFL und NFL im Jahr 1970 bekleidete er ebenfalls die Position des Back Judge in der neuen NFL.
Er war bei insgesamt fünf Super Bowls als Back Judge im Einsatz: Beim AFL-NFL Championship Game im Jahr 1970, der heute als Super Bowl IV bekannt ist, war er in der Crew unter der Leitung von Hauptschiedsrichter John McDonough. Beim Super Bowl VII im Jahr 1973 unter der Leitung von Hauptschiedsrichter Tommy Bell, im Super Bowl XI im Jahr 1977 unter der Leitung von Hauptschiedsrichter Jim Tunney, im Super Bowl XV im Jahr 1981 in der Crew von Ben Dreith und im Super Bowl XIX im Jahr 1985 im Schiedsrichtergespann unter der Leitung von Pat Haggerty. Zudem war er im Pro Bowl 1988 im Einsatz.
Nach der Saison 1987 beendete er seine Feldkarriere.
Er wurde im Jahr 1997 mit dem NFLRA Honoree Award ausgezeichnet.